# 内华达州
内华达州（英語：State of Nevada），是美国西部的一个州，邮政缩写是NV。西北與俄勒岡州接壤，東北與愛達荷州接壤，西與加利福尼亞州接壤，東南與亞利桑那州接壤，東與猶他州接壤。內華達州是美國面積第7大州，人口第32大，在美國人口密度最低的州中排名第9。內華達州的首府是卡森城，最大的城市是拉斯維加斯，近四分之三的人口居住在拉斯維加斯都會區的克拉克縣。“內華達”来源于西班牙语，意思是“被雪覆盖”，形容該州西部的內華達山，該州約86%的土地由美國聯邦政府的不同司法管轄區管理，包括軍用和民用。

## 历史

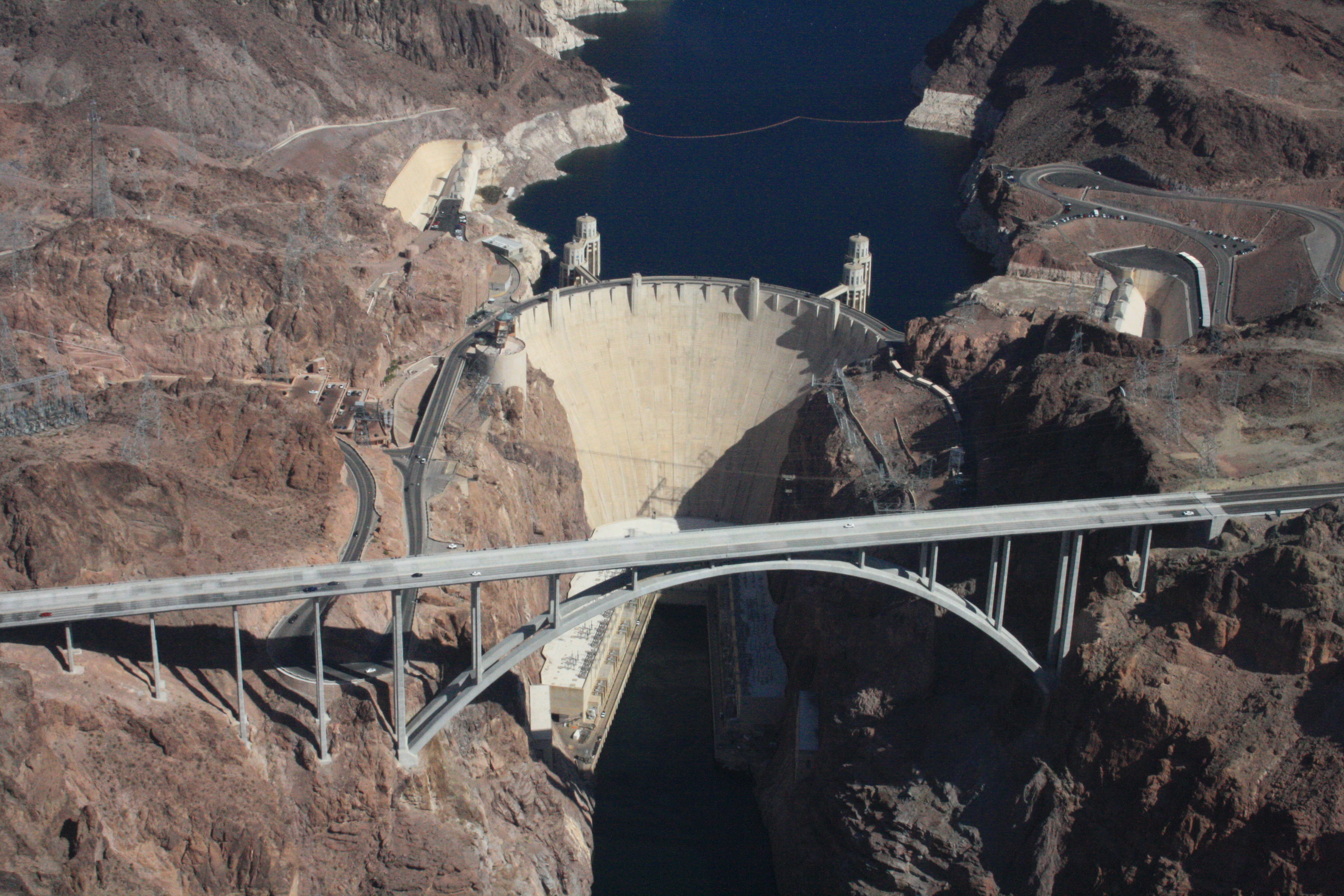
胡佛水壩

弗朗西斯科·加塞斯是抵達該地區的第一位歐洲人，很快被西班牙帝國吞併作為新西班牙的西北部的一部分。隨著1821年墨西哥獨立戰爭的勝利，包括内华达在内的上加利福尼亞成為墨西哥的領土，1851年，建立了第一個白人定居點。由於在美墨戰爭中的失敗，墨西哥在1848年將上加利福尼亞割讓給美國，1859年在内华达发现了康斯塔克矿，弗吉尼亚城开始繁荣起来。1861年3月2日，内华达州脱离犹他领地，成立內華達領地。
1864年10月31日，内华达州成为美国第36个州，儘管當時內華達的人口僅略多於10,000人，缺乏國會通常要求的最低60,000名居民。於是內華達在1864年10月26日，也就是1864年美國總統大選前八天，用電報將整本州憲法傳送到美國國會，並創下當時最長也是最昂貴的電報的紀錄。不受管制的賭博在內華達州早期的採礦城鎮很常見，但在1909年作為全國反賭博運動的一部分被取締。由於隨後在大蕭條期間礦業產量下降和農業部門衰退，內華達州於1931年3月19日再次將賭博合法化，並獲得了立法機關的批准。在聯邦政府提出了價值4900萬美元的胡佛水壩的建設合同八天后，内华达州頒布了美國最自由的離婚法。

## 地理

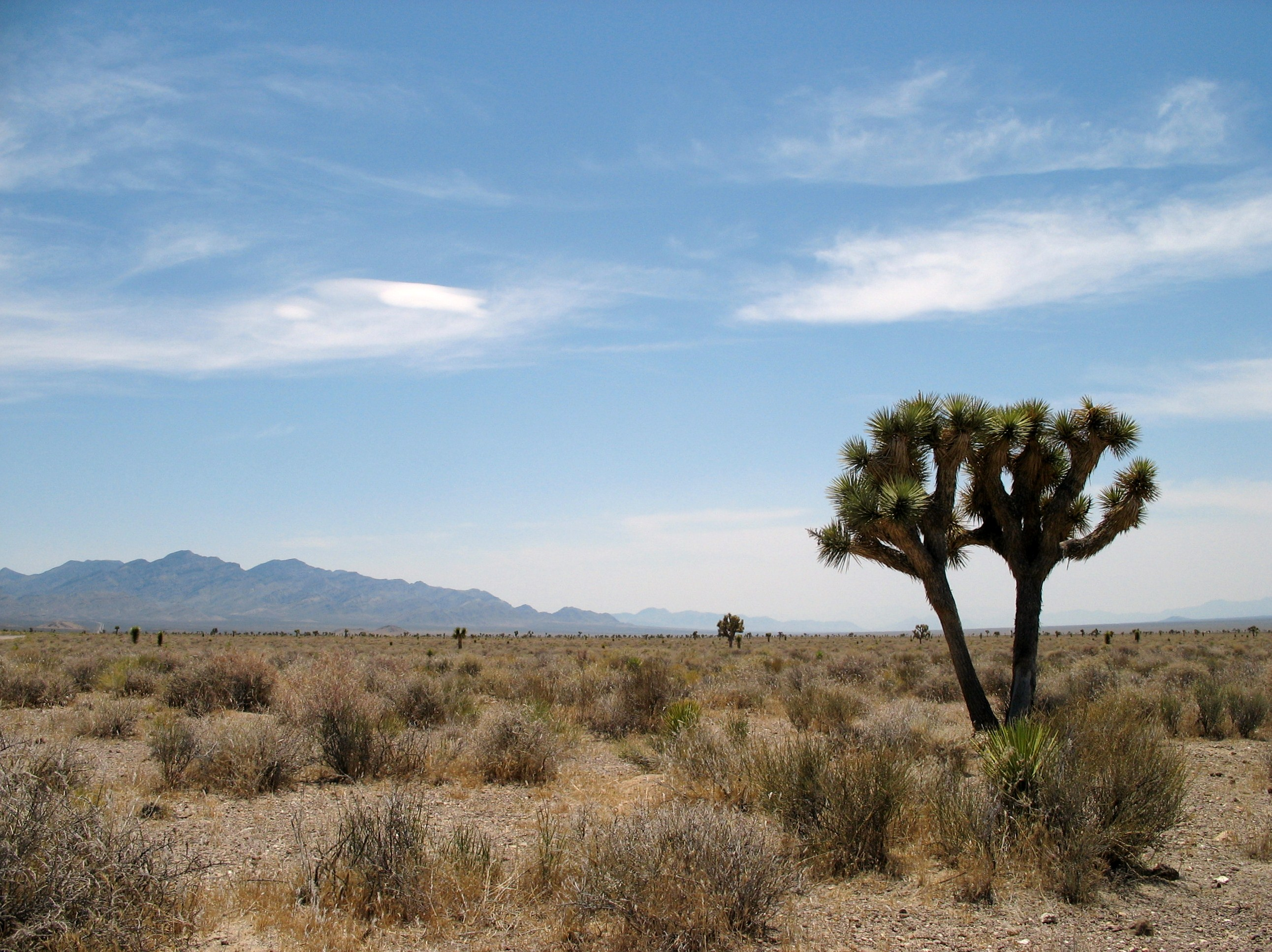
内华达沙漠

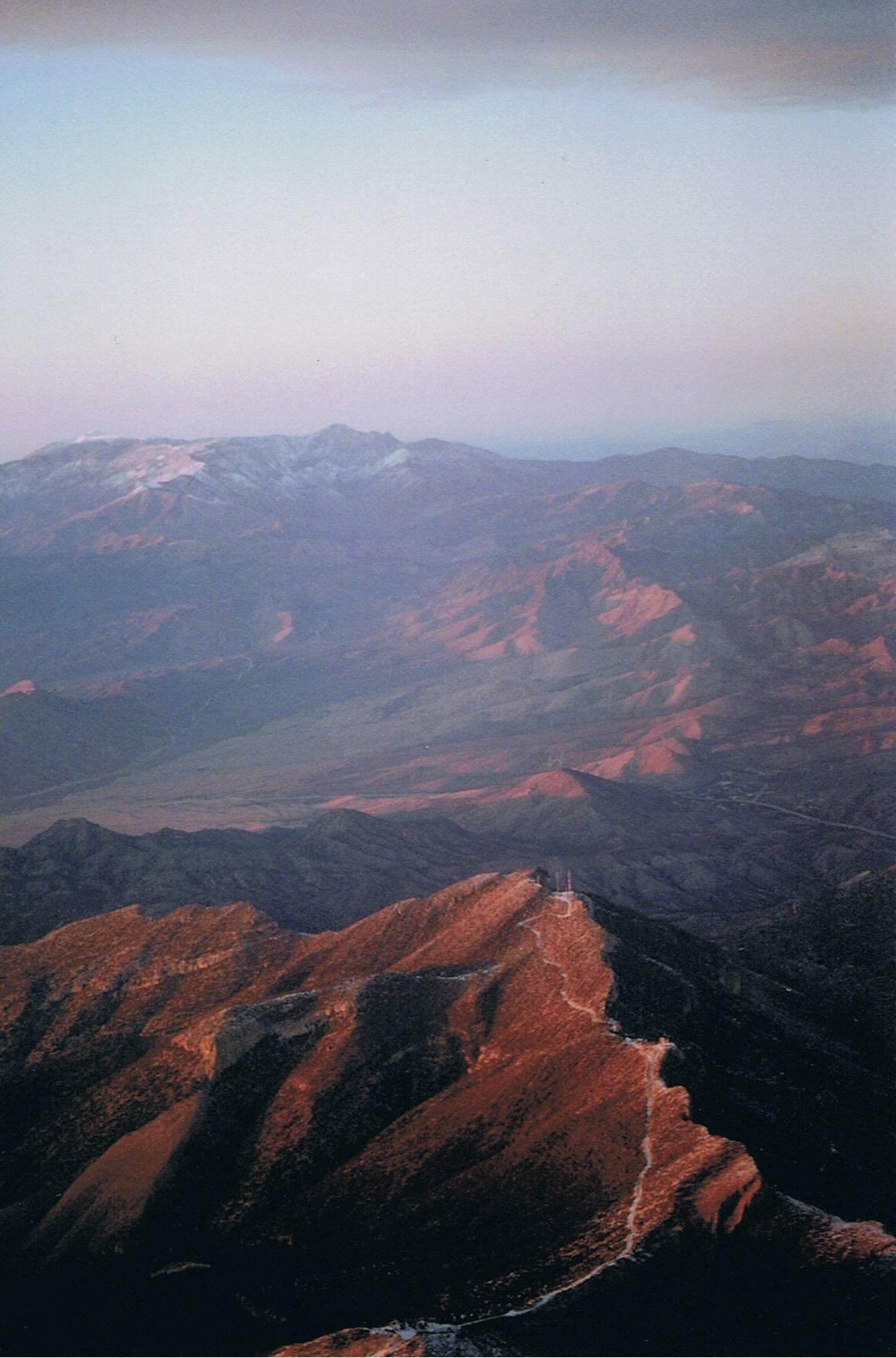
拉斯維加斯以西的莫哈維沙漠山脈

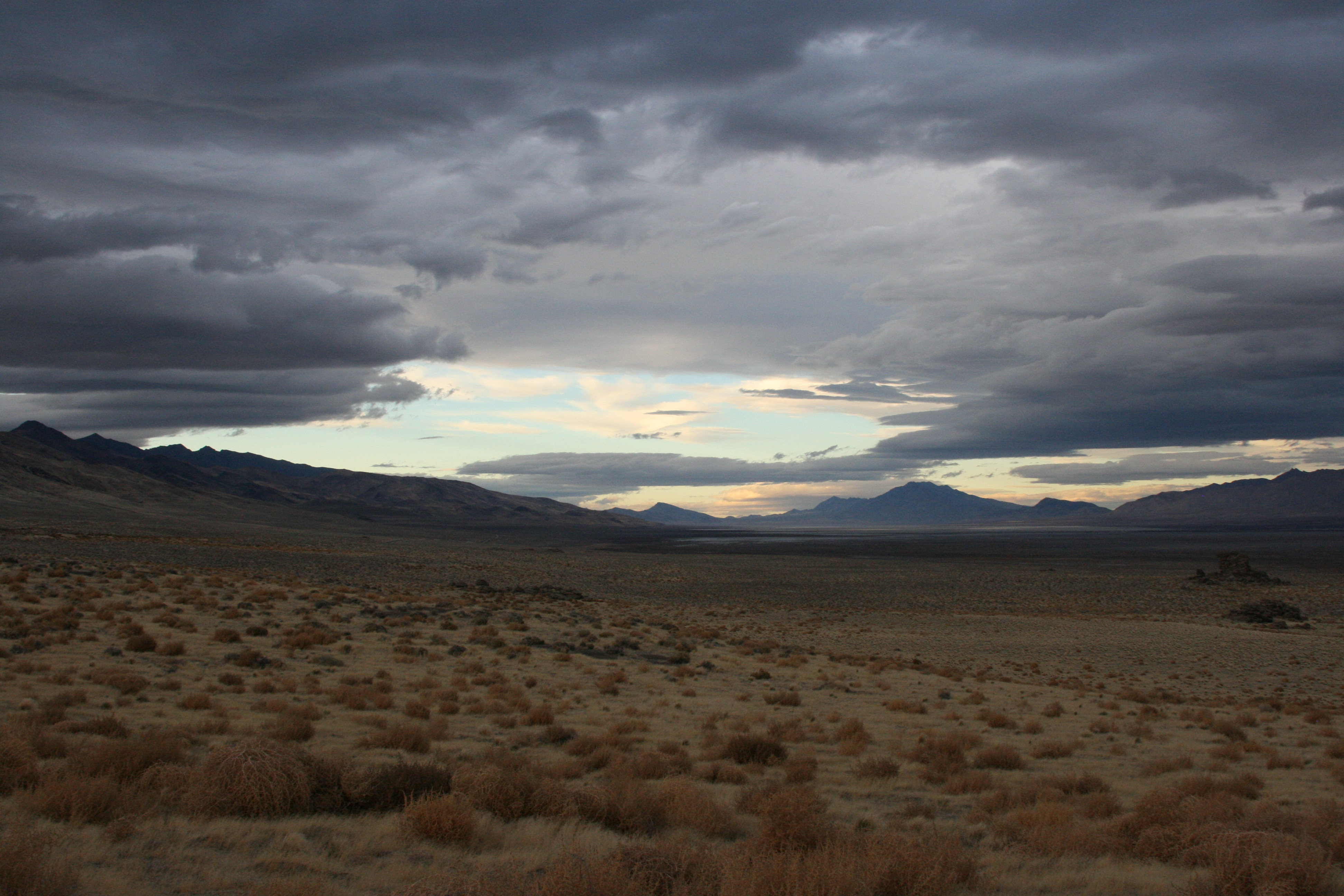
金字塔湖附近的山谷

内华达州与俄勒冈州、爱德华州、加利福尼亚州、亚利桑纳州和犹他州接壤。与亚利桑纳州的交界区域内有科罗拉多河。內華達州有172座山峰，數量在美國排名第二，僅次於阿拉斯加，領先於加利福尼亞州、蒙大拿州和華盛頓州。内华达州是美国最干燥的一个州，全州大部分地区都是峡谷、沙漠和白雪覆盖的高山，該州北部的大部分地區位於大盆地內，夏季氣溫較高，冬季氣溫較低。有時太平洋季風帶來的水分會導致夏季的雷暴和冬季暴雪。該州記錄的最高溫度為1994年6月29日的52°C，記錄的最冷溫度為1972年的-47°C。內華達州的植被多種多樣，並且因地區而異，包含高山區、亞高山區、黃松區、小葉杜松區、山艾樹區和雜酚草區六個生物區。

## 经济

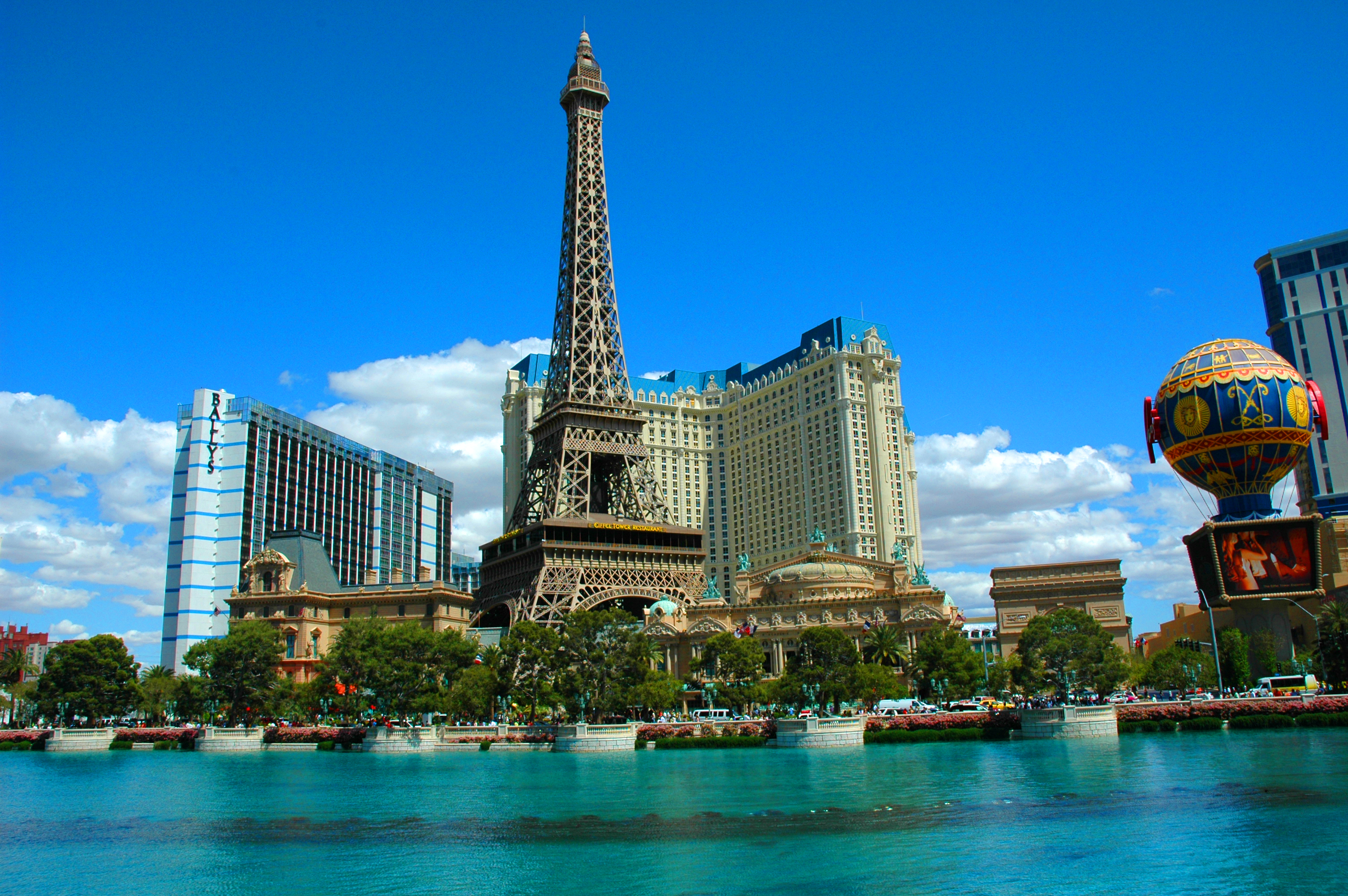
巴黎賭場

內華達州的經濟與旅遊業、採礦業和養牛業息息相關。內華達州的工業產出是旅遊、娛樂、採礦、機械、印刷和出版、食品加工和電氣設備。內華達州2018年的州總產值為1700億美元。2020年全州人均個人收入為53635美元，居全美第31位。截至2021年5月，該州的失業率為7.8%。
在拉斯維加斯和里諾大都市區以外的該州部分地區，採礦業發揮著重要的經濟作用。黃金是内华达州最重要的礦物，2004年，內華達州開采了6,800,000盎司（190,000,000克）黃金，佔世界黃金產量的8.7%，價值28.4億美元，同年開采了10,300,000盎司（290,000,000 克）的銀，價值6900萬美元。
養牛業是內華達州農村的一項主要經濟活動，內華達州的農業產品是牛、乾草、苜蓿、乳製品、洋蔥和馬鈴薯，截至2006年1月1日，內華達州估計有500,000頭牛和70,000頭羊。

## 政治
2018年12月18日，內華達州成為美國第一個在其立法機構中女性佔多數的州。女性佔據內華達州參議院21個席位中的9個，以及內華達州議會42個席位中的23個。
內華達州自建州以來只有八次投給了失敗的候選人。從1912年到2020年，內華達州幾乎在每次總統選舉中都投票給了獲勝者，唯一的例外是1976年投票支持杰拉爾德·福特而不是吉米·卡特，以及2016年該州投票支持希拉里·克林頓而不是唐納德·特朗普。這賦予了該州作為政治風向標的地位。
內華達州是美國唯一一個在選票上设有“以上皆非”的州，該選項於1975年首次添加到選票中，並用於所有全州選舉，包括總統、美國參議院和所有州憲法職位。如果“以上皆非”在選舉中獲得多票，則總票數第二高的候選人當選。在2020年的一項研究中，內華達州在“投票成本指數”中排名第23，該指數是衡量“全美投票便利程度”的指標。

## 人口
美國人口普查局在2020年美國人口普查中確定內華達州的人口為3,104,614人。2019年，內華達州人口估計為3,080,156人，自2018年美國人口普查估計以來增加了45,764名居民（1.51%），自2010年美國人口普查以來增加了379,605名居民（14.06%）。自2010年人口普查以來，內華達州人口自然增長了87,581人，淨移民增加了146,626人，其中104,032人來自國內，42,594人來自國際移民。自1950年以來，內華達州的人口出生率從未超過27%，是所有州中最低的。2012年只有25%的內華達人出生在內華達州。
根據2017年美國社區調查，內華達州28.2%的人口是西班牙裔或拉丁裔：墨西哥裔（21.4%）、波多黎各人（0.9%）、古巴裔（1.0%）和其他西班牙裔或拉丁裔（4.8%）。五個最大的非西班牙裔白人血統群體是：德國（11.3%）、愛爾蘭（9.0%）、英國（6.9%）、意大利（5.8%）和美國（4.7%）。內華達州的美洲原住民部族是北部派尤特人、南部派尤特人、西肖肖尼人、戈舒特人、華拉派人、瓦肖人和烏特人。
1850年代的加州淘金熱吸引了數千名中國礦工，在19世紀後期數百名日本農場工人緊隨其後。到了20世紀後期，許多來自中國、日本、韓國、菲律賓、孟加拉國、印度和越南的移民來到了拉斯維加斯都會區。這座城市現在擁有美國最大的亞裔美國人社區之一，菲律賓裔美國人構成該州最大的亞裔群體，人口超過113,000人，佔內華達州亞裔人口的56.5%，約佔全州人口的4.3%。礦業繁榮也將許多希臘和東歐移民吸引到內華達州。二十世紀初，希臘人、斯拉夫人、丹麥人、意大利人和巴斯克人湧入內華達州。內華達州移民的主要來源國是墨西哥（佔移民的39.5%）、菲律賓（14.3%）、薩爾瓦多（5.2%）、中國（3.1%）和古巴（3%）。
內華達州人民的主要宗教信仰是：新教35%、無宗教信仰28%、羅馬天主教25%、後期聖徒4%、猶太人2%、印度教不到1%、佛教0.5%、穆斯林不到0.1%。內華達州的東部位於摩門教走廊，2010年耶穌基督後期聖徒教會有175,149人，信徒人數最多的教派是羅馬天主教會，2010年有451,070人，其餘的有美南浸信會45,535人、佛教徒14,727人、巴哈伊信仰1,723人和穆斯林1,700人。

## 行政區劃
内华达州行政区划

### 都会区
| 排名 | 都会区名稱                     | 人口      |
| ---- | ------------------------------ | --------- |
| 1    | 拉斯维加斯-亨德森-帕拉黛斯 MSA | 2,231,647 |
| 2    | 里诺 MSA                       | 469,764   |
| 3    | 弗利 μSA                       | 55,808    |
| 4    | 卡森城 MSA                     | 55,414    |
| 5    | 埃尔科 μSA                     | 54,463    |
| 6    | 加德纳维尔兰乔斯 μSA           | 48,467    |
| 7    | 帕朗 μSA                       | 45,346    |
| 8    | 法伦 μSA                       | 24,440    |
| 9    | 温尼马卡 μSA                   | 16,786    |

## 教育
- 詳見內華達州學院和大學列表